# Flughafen Saarbrücken
Flughafen Saarbrücken, også benævnt Saarbrücken Airport (IATA: SCN, ICAO: EDDR), er en regional lufthavn 15 km øst for centrum af Saarbrücken, i delstaten Saarland, Tyskland.

## Historie
Den nuværende lufthavn blev åbnet 1. september 1939 og afløste Flughafen Saarbrücken-St.Arnual der var placeret i bydelen Sankt Arnual. Denne blev lukket på grund af dårlig aerodynamik og hyppige oversvømmelser af landingsbanen der gjorde det svært at betjene de mange ruter til både ind- og udland hele året. Uheldigvis for den nye lufthavn i den østlige bydel Ensheim, brød 2. verdenskrig ud samme dag som den store åbningsfest, og dermed lammede alt civilt lufttrafik i Tyskland.
Under krigen blev lufthavnen beskadiget af De Allieredes bomber, og det var først i 1964 man med 25 års forsinkelse kunne åbne lufthavnen for civilt lufttrafik. I 1967 blev første regulære passagerrute åbnet, da LTU International begyndte flyvninger til Düsseldorf. I perioden 1966-69 udvidende man landingsbanen til 2100 meter. I 1972 blev lufthavnen nummer 11 i rækken over tyske lufthavnen med udenrigsruter. Fra 1975 startede Lufthansa og andre store flyselskaber ruter fra Saarbrücken.
I 2005 slog man den daværende passagerrekord da 486.230 passagerer blev ekspederet fra lufthavnen. Da den tidligere militær lufthavn Flughafen Zweibrücken der ligger 40 km fra Saarbrücken i 2007 åbnede op for kommercielle flyvninger, flyttede selskaberne Germanwings og TUIfly alt deres trafik til Zweibrücken. Dette bevirkede at omkring 140.000 færre passagerer benyttede lufthavnen i 2007 i forhold til 2005.
Siden besluttede Luxair at etablere en hub i Saarbrücken. I 2008 passerede lufthavnen en milepæl, da 517.920 passagerer gik igennem terminalen.

## Statistik
| År   | Passagerer | Luftfragt (t) | Flybevægelser |
| ---- | ---------- | ------------- | ------------- |
| 2008 | 517.920    |               | 17.244        |
| 2007 | 349.822    | 192,6         | 14.524        |
| 2006 | 421.643    | 172,2         | 15.055        |
| 2005 | 486.230    | 227,4         | 14.202        |
| 2004 | 459.853    | 217           | 13.764        |
| 2002 | 461.299    | 325           | 15.164        |
| 2000 | 482.594    | 364           | 21.113        |
| 1996 | 394.535    |               | 22.097        |
| 1992 | 325.031    |               | 25.167        |
| 1988 | 223.794    |               | 28.575        |
| 1982 | 151.876    |               | 28.772        |